# 1801년
1801년은 목요일로 시작하는 평년이다. 이 해는 19세기의 첫 번째 해이다.

## 연호
- 청(淸) 가경(嘉慶) 6년
- 일본(日本) 간세이(寛政) 13년 / 교와(享和) 원년
- 떠이선 왕조(西山朝) 까인틴(景盛) 9년 / 바오흥(寶興) 원년

## 기년
- 청(淸) 인종 가경제(仁宗 嘉慶帝) 6년
- 조선(朝鮮) 순조(純祖) 원년
- 떠이선 왕조(西山朝) 경성제(景盛帝) 9년

## 사건
- 2월 22일 - 조선에서 순조의 수렴청정을 하고 있던 정순왕후가 천주교 엄금에 관해 하교를 내렸다. 그 내용은 “천주교 신자는 인륜을 무너뜨리는 사학(邪學)을 믿는 자들이니,인륜을 위협하는 금수와도 같은 자들이니 마음을 돌이켜 개학하게 하고, 그래도 개전하지 않으면 처벌하라”는 것이다.[1]그러나, 실제의 공격대상은 노론 시파, 소론, 남인에다 왕실인사까지 광범위했다.[2] 이로써 신유박해가 일어났다.
- 3월 4일 - 존 애덤스의 뒤를 이어 토머스 제퍼슨이 미국 제3대 대통령이 되다.
- 3월 17일 - 천주교 신자임이 밝혀진 은언군의 부인 송씨와 며느리 신씨가 사약형을 받았다.
- 4월 8일 -  이승훈(충청도 예산군에 유배 중이었음)·정약종·최필공(崔必恭)·최창현(崔昌顯)·홍교만(洪敎萬)·홍낙민(洪樂敏)이 서대문 형장에서 사형되었다.[3]
- 4월 24일(음력 3월 12일) - 청국인 신부 주문모가 의금부에 '내가 당신들이 찾는 천주교 신부'라며 자수하였다. 그는 황해도 황주로 갔다가 한양으로 되돌아온 것이었다.
- 4월 28일(음력 3월 16일) - 주문모로부터 세례를 받았던 천주교 신자 김건순이 체포되었다.
- 5월 31일(음력 4월 19일) - 주문모가 한강 새남터에서 참수형으로 순교하였다.
- 6월 1일(음력 4월 20일) - 김건순이 서소문 밖에서 참수당하였다.
- 6월 13일 - 은언군이 유배지 강화도에서 사약을 받고 사사되었다.
- 7월 2일(음력 5월 22일) - 강완숙과 자신이 전교한 궁녀들이 함께 서소문에서 참형으로 순교하였다.
- 10월 4일 - 홍필주가 서소문에서 참수형으로 순교하였다.
- 권철신, 이가환이 사형당하였다.
- 11월 5일(음력 9월 29일) - 청나라 북경 주재 구베아 주교에게 신유박해의 사실을 알리고 청나라의 무력에 호소해줄 것을 요청하는 내용을 담은 백서(황사영 백서)를 작성한 황사영이 잡혀 한양으로 끌려올라왔다.
- 12월 10일(음력 11월 5일) - 황사영이 처형되었다.
- 공노비 완전 폐지

## 탄생
- 5월 4일 - 미국의 사업가 새뮤얼 보건 메릭 (~1870년)
- 1801년 5월 5일(화요일)은 어린이날(~2026년예정)
- 6월 1일 - 예수 그리스도 후기성도 교회의 2대 회장 브리검 영. (~1877년)
- 7월 14일 - 독일의 생리학자 요하네스 페터 뮐러. (~1858년)
- 7월 27일 - 영국의 천문학자이자 지구물리학자 조지 비델 에어리. (~1892년)
- 8월 14일 (금요일)은 대한민국의 임시공휴일(~2026년예정)
- 1801년에서 8월 17일 (월요일)은 대체공휴일(~2026년예정)
- 8월 21일 - 네덜란드의 정치인, 역사가 디용 흐룬 판 프린스테러르. (~1876년)
- 10월 5일 (월요일)은 대체공휴일(~2026년예정)
- 11월 3일 - 이탈리아의 오페라 작곡가 빈첸초 벨리니. (~1835년)
- 11월 13일 - 프로이센의 왕비 엘리자베트 루도비카 폰 바이에른 왕녀. (~1873년)

### 미상
- 조선의 가톨릭 순교자 박희순 루치아. (~1839년)
- 조선 후기의 서양화가 이종우. (~?)

## 사망
- 3월 21일 - 이탈리아의 작곡자 안드레아 루케시.
- 3월 23일 - 러시아 제국 로마노프 왕조 9번째 군주인 파벨 1세. (1754년~)
- 3월 25일 - 독일의 시인 노발리스. (1772년~)
- 4월 8일
  - 조선의 천주교 순교자 이승훈. (1756년~)
  - 조선 후기의 학자, 천주교 순교자 정약종. (1760년~)
  - 조선 후기의 학자, 천주교 순교자 이가환. (1742년~)
- 5월 31일 - 중국인 천주교 신부, 조선 천주교 순교자 주문모. (1752년~)
- 6월 1일 - 조선의 천주교 순교자 김건순. (1776년~)
- 7월 2일 - 조선의 천주교 순교자 강완숙. (1760년~)

## 나라별 1801년

### 조선
- 군주: 순조 (수렴청정: 정순왕후)
- 의정부
  - 영의정: 심환지

## 달력
| 1월 |    |    |    |    |    |    |
| 일  | 월 | 화 | 수 | 목 | 금 | 토 |
|     |    |    |    | 1  | 2  | 3  |
| 4   | 5  | 6  | 7  | 8  | 9  | 10 |
| 11  | 12 | 13 | 14 | 15 | 16 | 17 |
| 18  | 19 | 20 | 21 | 22 | 23 | 24 |
| 25  | 26 | 27 | 28 | 29 | 30 | 31 |

| 2월 |    |    |    |    |    |    |
| 일  | 월 | 화 | 수 | 목 | 금 | 토 |
| 1   | 2  | 3  | 4  | 5  | 6  | 7  |
| 8   | 9  | 10 | 11 | 12 | 13 | 14 |
| 15  | 16 | 17 | 18 | 19 | 20 | 21 |
| 22  | 23 | 24 | 25 | 26 | 27 | 28 |

| 3월 |    |    |    |    |    |    |
| 일  | 월 | 화 | 수 | 목 | 금 | 토 |
| 1   | 2  | 3  | 4  | 5  | 6  | 7  |
| 8   | 9  | 10 | 11 | 12 | 13 | 14 |
| 15  | 16 | 17 | 18 | 19 | 20 | 21 |
| 22  | 23 | 24 | 25 | 26 | 27 | 28 |
| 29  | 30 | 31 |    |    |    |    |

| 4월 |    |    |    |    |    |    |
| 일  | 월 | 화 | 수 | 목 | 금 | 토 |
|     |    |    | 1  | 2  | 3  | 4  |
| 5   | 6  | 7  | 8  | 9  | 10 | 11 |
| 12  | 13 | 14 | 15 | 16 | 17 | 18 |
| 19  | 20 | 21 | 22 | 23 | 24 | 25 |
| 26  | 27 | 28 | 29 | 30 |    |    |

| 5월 |    |    |    |    |    |    |
| 일  | 월 | 화 | 수 | 목 | 금 | 토 |
|     |    |    |    |    | 1  | 2  |
| 3   | 4  | 5  | 6  | 7  | 8  | 9  |
| 10  | 11 | 12 | 13 | 14 | 15 | 16 |
| 17  | 18 | 19 | 20 | 21 | 22 | 23 |
| 24  | 25 | 26 | 27 | 28 | 29 | 30 |
| 31  |    |    |    |    |    |    |

| 6월 |    |    |    |    |    |    |
| 일  | 월 | 화 | 수 | 목 | 금 | 토 |
|     | 1  | 2  | 3  | 4  | 5  | 6  |
| 7   | 8  | 9  | 10 | 11 | 12 | 13 |
| 14  | 15 | 16 | 17 | 18 | 19 | 20 |
| 21  | 22 | 23 | 24 | 25 | 26 | 27 |
| 28  | 29 | 30 |    |    |    |    |

| 7월 |    |    |    |    |    |    |
| 일  | 월 | 화 | 수 | 목 | 금 | 토 |
|     |    |    | 1  | 2  | 3  | 4  |
| 5   | 6  | 7  | 8  | 9  | 10 | 11 |
| 12  | 13 | 14 | 15 | 16 | 17 | 18 |
| 19  | 20 | 21 | 22 | 23 | 24 | 25 |
| 26  | 27 | 28 | 29 | 30 | 31 |    |

| 8월 |    |    |    |    |    |    |
| 일  | 월 | 화 | 수 | 목 | 금 | 토 |
|     |    |    |    |    |    | 1  |
| 2   | 3  | 4  | 5  | 6  | 7  | 8  |
| 9   | 10 | 11 | 12 | 13 | 14 | 15 |
| 16  | 17 | 18 | 19 | 20 | 21 | 22 |
| 23  | 24 | 25 | 26 | 27 | 28 | 29 |
| 30  | 31 |    |    |    |    |    |

| 9월 |    |    |    |    |    |    |
| 일  | 월 | 화 | 수 | 목 | 금 | 토 |
|     |    | 1  | 2  | 3  | 4  | 5  |
| 6   | 7  | 8  | 9  | 10 | 11 | 12 |
| 13  | 14 | 15 | 16 | 17 | 18 | 19 |
| 20  | 21 | 22 | 23 | 24 | 25 | 26 |
| 27  | 28 | 29 | 30 |    |    |    |

| 10월 |    |    |    |    |    |    |
| 일   | 월 | 화 | 수 | 목 | 금 | 토 |
|      |    |    |    | 1  | 2  | 3  |
| 4    | 5  | 6  | 7  | 8  | 9  | 10 |
| 11   | 12 | 13 | 14 | 15 | 16 | 17 |
| 18   | 19 | 20 | 21 | 22 | 23 | 24 |
| 25   | 26 | 27 | 28 | 29 | 30 | 31 |

| 11월 |    |    |    |    |    |    |
| 일   | 월 | 화 | 수 | 목 | 금 | 토 |
| 1    | 2  | 3  | 4  | 5  | 6  | 7  |
| 8    | 9  | 10 | 11 | 12 | 13 | 14 |
| 15   | 16 | 17 | 18 | 19 | 20 | 21 |
| 22   | 23 | 24 | 25 | 26 | 27 | 28 |
| 29   | 30 |    |    |    |    |    |

| 12월 |    |    |    |    |    |    |
| 일   | 월 | 화 | 수 | 목 | 금 | 토 |
|      |    | 1  | 2  | 3  | 4  | 5  |
| 6    | 7  | 8  | 9  | 10 | 11 | 12 |
| 13   | 14 | 15 | 16 | 17 | 18 | 19 |
| 20   | 21 | 22 | 23 | 24 | 25 | 26 |
| 27   | 28 | 29 | 30 | 31 |    |    |

### 음양력 대조 일람
| 음력월 | 월건 | 대소 | 음력 1일의 양력 월일 | 음력 1일 간지 |
| ------ | ---- | ---- | -------------------- | ------------- |
| 1월    | 경인 | 소   | 2월 13일             | 무인          |
| 2월    | 신묘 | 대   | 3월 14일             | 정미          |
| 3월    | 임진 | 대   | 4월 13일             | 정축          |
| 4월    | 계사 | 소   | 5월 13일             | 정미          |
| 5월    | 갑오 | 대   | 6월 11일             | 병자          |
| 6월    | 을미 | 소   | 7월 11일             | 병오          |
| 7월    | 병신 | 대   | 8월 9일              | 을해          |
| 8월    | 정유 | 대   | 9월 8일              | 을사          |
| 9월    | 무술 | 소   | 10월 8일             | 을해          |
| 10월   | 기해 | 대   | 11월 6일             | 갑진          |
| 11월   | 경자 | 소   | 12월 6일             | 갑술          |
| 12월   | 신축 | 대   | 1802년 1월 4일       | 계묘          |

## 참고 문헌
- 춘추관 관원들 (1838). 《순조실록》.
- 김태희 (2015). “김조순 집권의 정치사적 조명”. 《大東漢文學》 (대동한문학회) 제43집. 2016년 2월 15일에 원본 문서에서 보존된 문서. 2016년 2월 10일에 확인함.